# Tramway de Lisbonne
Le réseau de tramway de Lisbonne (en portugais : Rede de elétricos de Lisboa) dessert la capitale portugaise. En opération depuis 1873, il comprend actuellement six lignes urbaines, pour un total de 48 kilomètres exploité dans toute l’agglomération.

## Histoire
Les premiers tramways ont fonctionné à Lisbonne à partir de 1873 tirés par des chevaux.
Les tramways électriques nommés elétricos sont entrés en service en août 1901. Le réseau est construit à l'écartement de 900 mm.
Après un grand développement, au milieu du XXe siècle le réseau a perdu les deux tiers de sa longueur. Il atteint actuellement 48 km de lignes en service dont 14 km aménagés en site propre.
Chose rare en Europe, l'essentiel du service est assuré par du matériel historique restauré. On peut voir quarante-huit véhicules anciens dont quarante sont affectés au service public. On peut reconnaître ces véhicules à leur couleur jaune. Les autres sont affectés au service touristique. Ces petits véhicules à deux essieux circulent dans les rues étroites et pentues des quartiers anciens.
Dix rames neuves de tramways articulés ont été mises en service dans les années 1990 sur la ligne 15E, reliant le centre-ville (Praça da Figueira) au quartier de Santa Maria de Belém le long de l'estuaire du Tage.
Le métro de Lisbonne dessert en grande partie les secteurs qui ne sont plus desservis par le tramway.
Le dépôt des tramways est situé dans le quartier d'Alcântara.
Les tramways touristiques permettent de visiter Lisbonne de façon agréable. La ligne no 28 est une des plus  célèbres ; elle dessert l'Alfama, le Chiado et le centre, et connaît une forte fréquentation.
Le 24 avril 2018, la ligne 24 d'une longueur de 2,7 km est rouverte après vingt-trois années d'arrêt.

## Les lignes
- 12 : Praça da Figueira – Martim Moniz – São Tomé – Praça da Figueira,(ligne circulaire)[3]
- 15 : Praça da Figueira – Praça do Comércio – Cais do Sodré – Santos – Alcântara-Mar – Santo Amaro – Belém – Algés (Jardim)
- 18 : Cais do Sodré – Santos – Alcântara-Mar – Boa Hora – Cemitério da Ajuda
- 24 : Praça Luis Camões - Rato - Campolide[2]
- 25 : Campo de Ourique (Cimetière de Prazeres) – Estrela – Lapa – Santos – Conde Barão – Praça do Comércio – Rua da Alfândega
- 28 : Martim Moniz – Graça – São Tomé – Rua da Conceição – São Bento – Estrela – Campo Ourique (Cimetière de Prazeres)

Le centre du réseau est la Place du Commerce (Praça do Comércio) où convergent la majorité des lignes. Le plan de voie dans ce secteur a été modifié en 2010.

## Matériel roulant

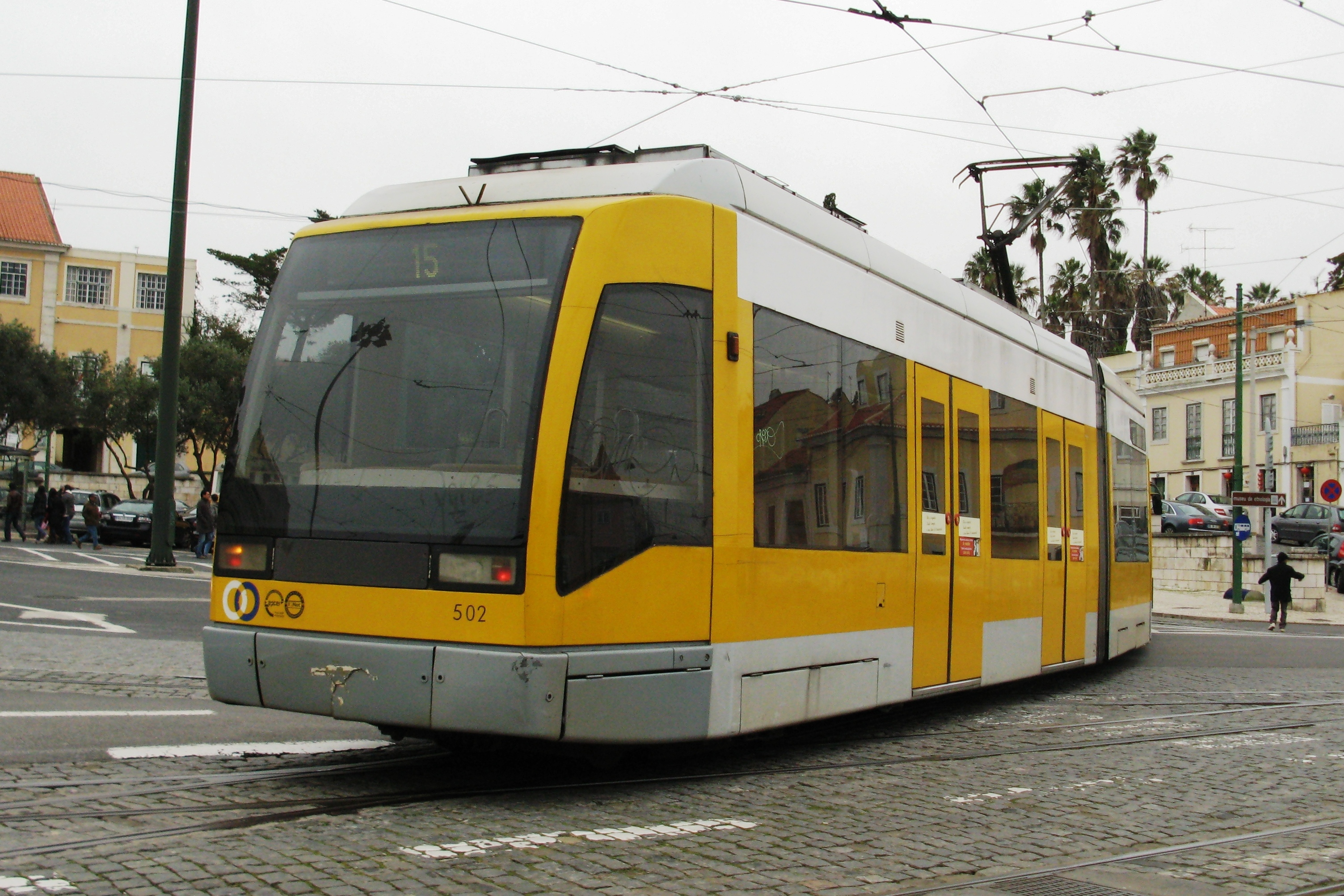
Rame Siemens N° 502 sur la ligne 15E.

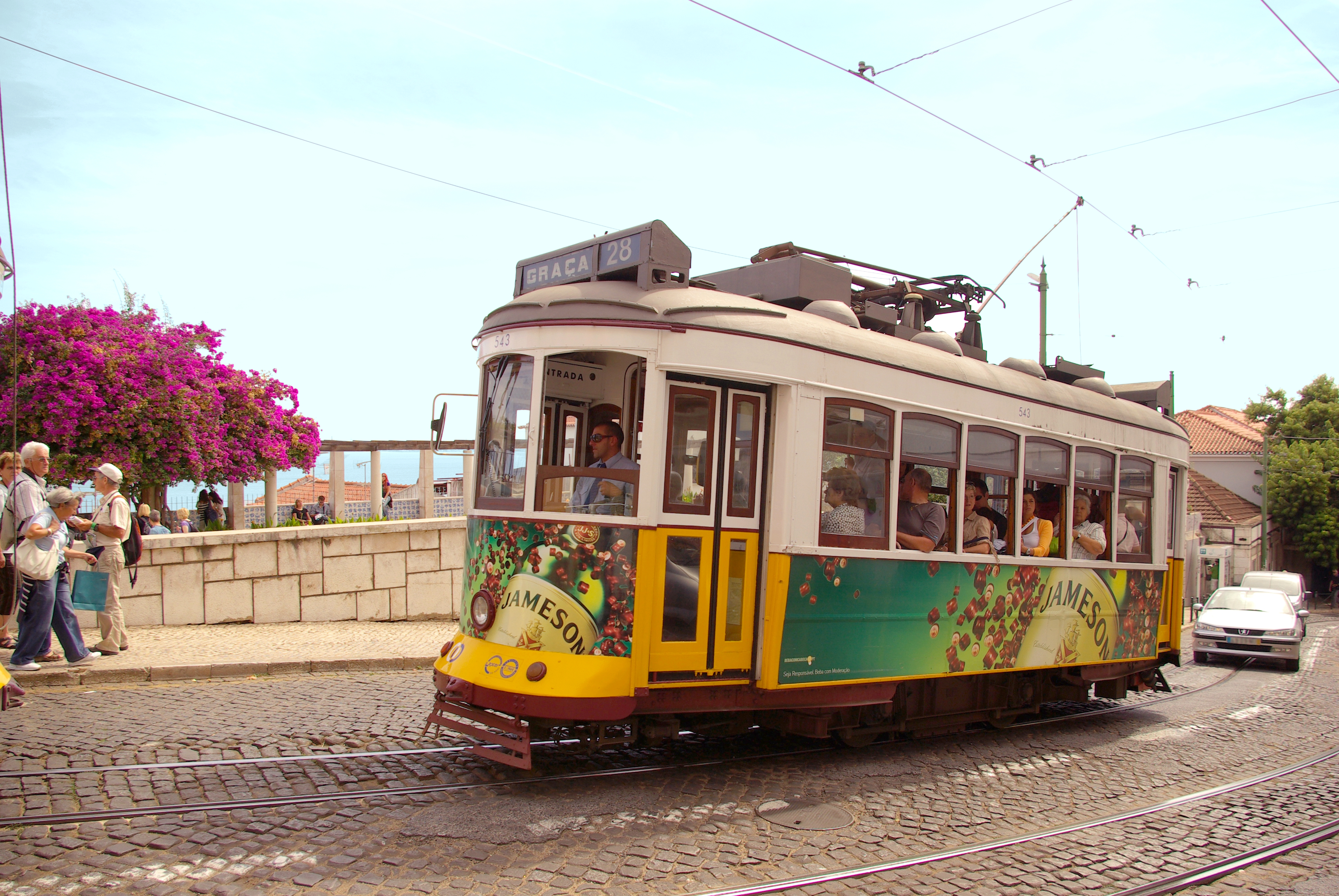
Un tramway de la ligne 28, série 541 à 585.

- no 501 à 510 : rames modernes à trois caisses sur trois bogies, livrées en 1995 par Siemens/CAF/Sorefame[4]. Ces rames circulent uniquement sur la ligne 15E.

mise en service : 1996
longueur : 24,02 m
largeur : 2,40 m
capacité : 210 voyageurs
puissance : 2 × 105 kW
conduite : mono-directionnelle
- no 541 à 585 : motrices anciennes à deux essieux reconditionnées en 1996 par Siemens/Kiepe (appelées remodelados)[5]

mise en service : 1995-1996
longueur : 8,40 m
largeur : 2,4 0m
capacité : 58 voyageurs
poids : 10 tonnes
puissance : 2 × 50 kW
conduite : mono-directionnelle

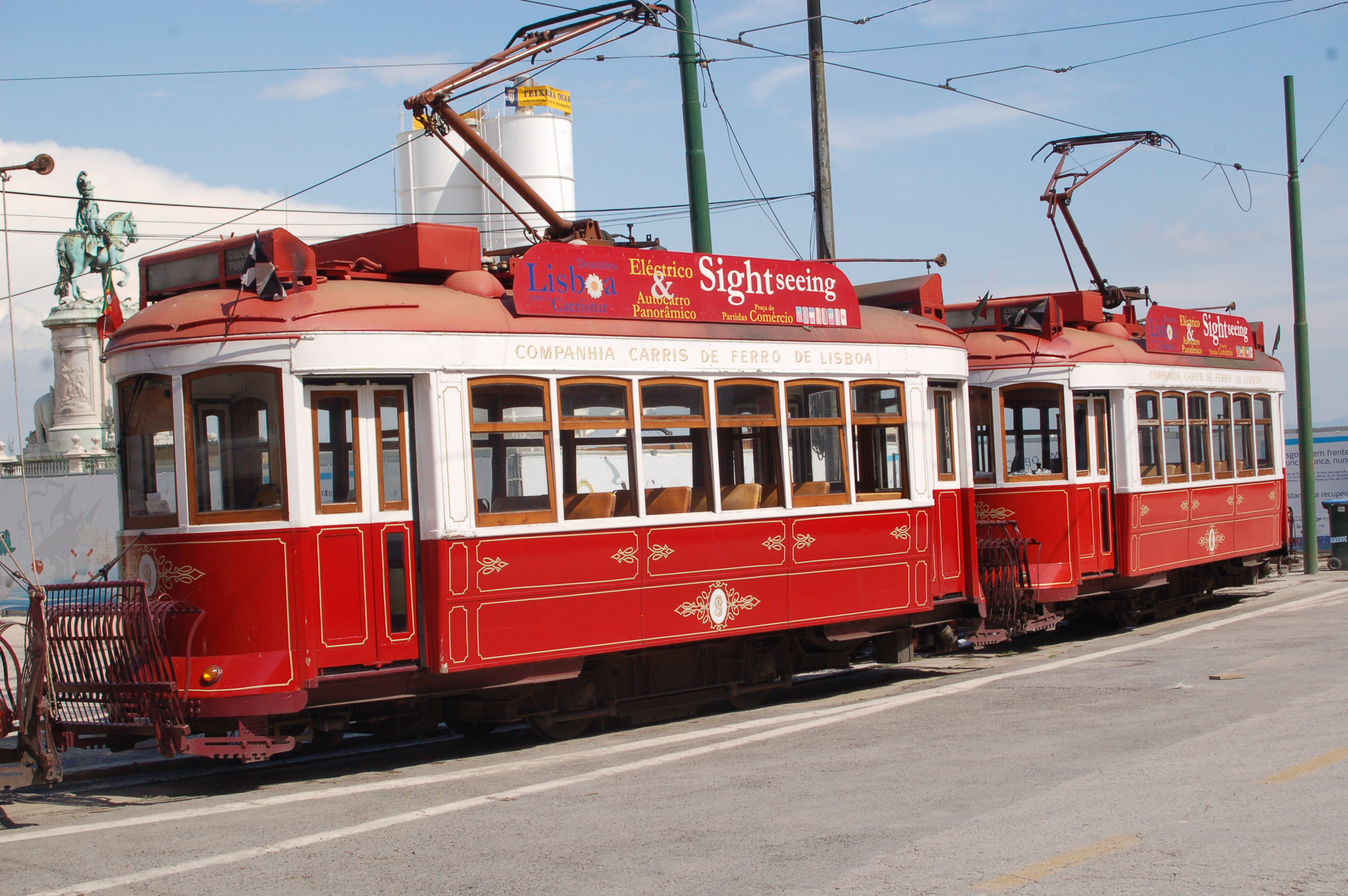
Motrice N° 9 affectée au tramway touristique.

En complément de ce parc, certains véhicules sont affectés au tramway touristique
- no 1 à 9 et 11 : motrices anciennes à deux essieux reconditionnées en 1996 par Siemens/Kiepe pour les rames 5-9 et 11[6], affectées au tramway touristique Hills Tramcar Tour.

mise en service : 1995-1996
longueur : 8,40 m
largeur : 2,40 m
capacité : 58 voyageurs
poids : 10,73 tonnes
puissance : 2 × 50 kW
conduite : mono-directionnelle pour les rames 5-9 et 11
bi-directionnelle pour les 1 à 4
- no 10 (ex no 355) : motrice ancienne à bogies, affectée au tramway touristique (comme bureau de vente) jusqu'en 2010.

mise en service : 1906, reconstruction en 1932
longueur : 12 m
largeur : 2,00 m
poids : 18 tonnes
puissance : 4 × 18 kW

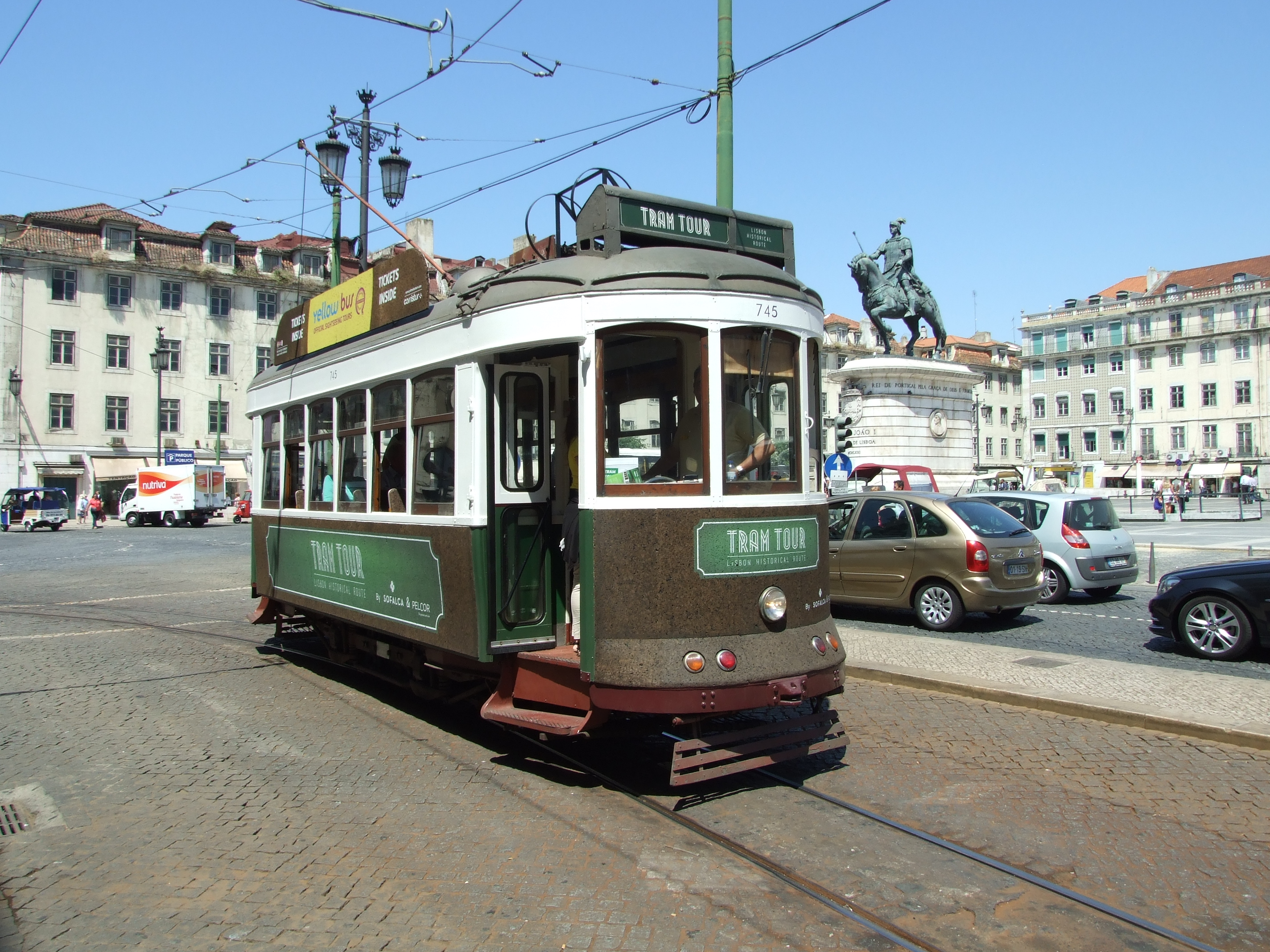
Chiado Tram Tour n° 745.

- no 713, 722, 735, 745 : motrices anciennes à deux essieux, affectées au tramway touristique Chiado Tram Tour[7],[8]. Les motrices 722 et 745 ont une décoration à base de liège.

mise en service : 1936-1947
longueur : 8,40 m
largeur : 2,40 m
capacité : 42 voyageurs
poids : 10,8 tonnes
puissance : 2 × 33 kW
conduite : bi-directionnelle

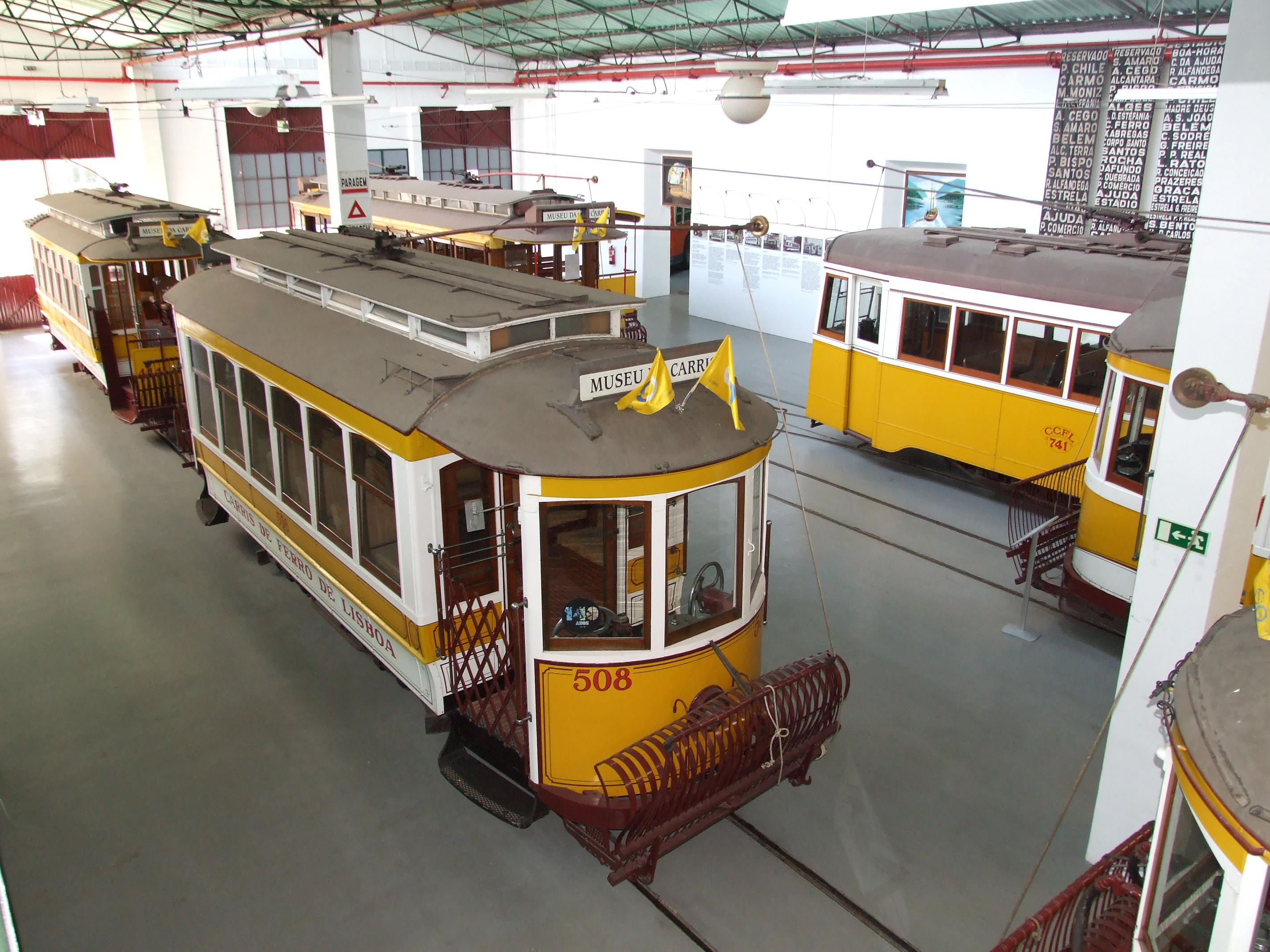
Collection Carris - Musée du Transport de Lisbonne.

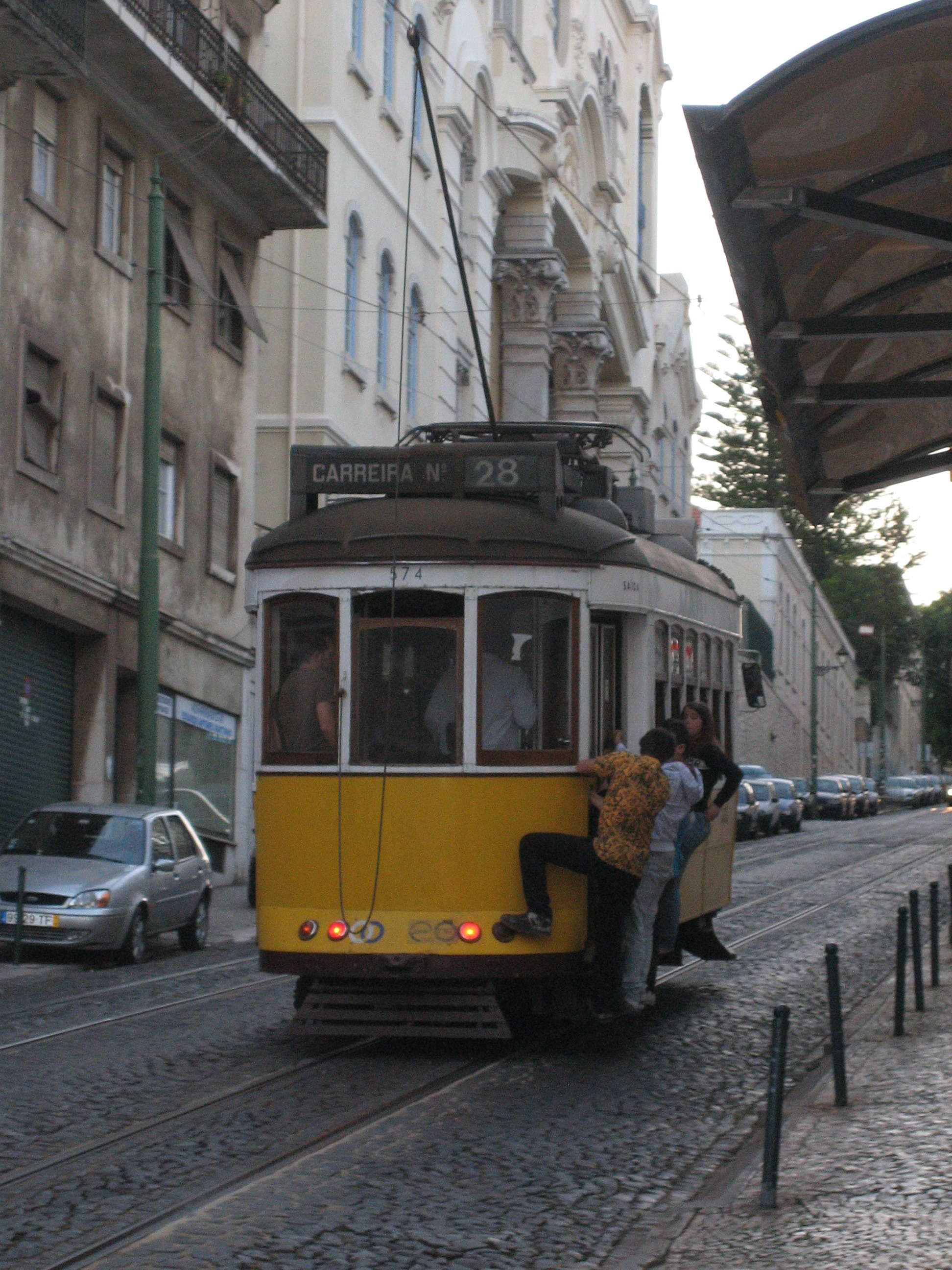
Passagers impromptus sur la ligne 28 de Lisbonne.

- no 720-717-732-733-741-742-744 : motrices anciennes à deux essieux, sans utilisation ou en rénovation[6].

## Dépôt
Le dépôt actuellement en service est celui de Santo Amaro, situé dans le quartier d'Alcântara, ouvert avant l'apparition des tramways électriques en 1901. C'est le dernier dépôt en fonction, sur les trois construits : Amoreiras (jusqu'en 1981) et Arco de Cego (1902-1996).
Il est desservi par la ligne 15E et 18E.
Des piliers du pont du 25 avril sont installés dans l'enceinte du dépôt.
Il abrite le musée des Transports de Lisbonne.